# لوتوفاگا
لوتوفاگا (به لاتین: Lotofaga) یک روستا در ساموآ است. لوتوفاگا ۱٬۸۶۵ نفر جمعیت دارد.